# Riverdale (Utah)
Riverdale è un comune degli Stati Uniti d'America, nella contea di Weber nello Stato dello Utah.